# Soustelle
Soustelle (okzitanisch: Sostèla) ist eine französische Gemeinde mit 120 Einwohnern (Stand: 1. Januar 2022) im Département Gard in der Region Okzitanien. Sie gehört zum Arrondissement Alès und zum Kanton La Grand-Combe.

## Geographie
Soustelle liegt etwa acht Kilometer nordwestlich von Alès. Umgeben wird Soustelle von den Nachbargemeinden Les Salles-du-Gardon im Norden und Osten, Cendras im Südosten und Süden, Saint-Paul-la-Coste im Süden und Südwesten, Saint-Martin-de-Boubaux im Westen sowie Lamelouze im Nordwesten.

## Bevölkerungsentwicklung
| Jahr                      | 1962 | 1968 | 1975 | 1982 | 1990 | 1999 | 2006 | 2013 | 2020 |
| Einwohner                 | 131  | 112  | 109  | 109  | 97   | 125  | 141  | 146  | 121  |
| Quelle: Cassini und INSEE |      |      |      |      |      |      |      |      |      |